# Злочин з багатьма невідомими (мінісеріал)
«Злочин з багатьма невідомими» — 7-серійний мінісеріал, знятий студією «Укртелефільм» у 1993 році.
В основу сюжету покладені реальні події, які описав Іван Франко в серії кримінальних репортажів для газети «Kurjer Lwowski» за 1889 рік. Мотиви цих подій письменник використав у повісті «Основи суспільності».

## Сюжет
Сюжет розгортається в декількох напрямках: події, що відбуваються в 1888 році, та події, пов'язані з головними героями з їх минулого.
У ніч на 30 липня 1888 року на фільварку графині Торської стався нещасний випадок з ксьондзом Деревацьким, в результаті якого він сильно забився. Графиня викликає свого сина Адама у фільварок. Молодий граф їде по лікаря до Львова, і доки на нього чекає, заходить, щоб позичити гроші, до свого друга Едварда, в якого він знайомиться з чарівною француженкою Лілі. Він також навідується до своєї львівської квартири, в якій перебувають Юрко Деменюк з донькою Маланкою. Запрошений Адамом зі Львова лікар після огляду хворого наполягає на тому, щоб поставити до відома владу. Наступного дня до фільварку прибуває суддя Ковнацький з двома лікарями-експертами, які підтверджують, що це був замах на вбивство, а не нещасний випадок.
Суддя Ковнацький є сусідом Адама Торського по будинку у Львові. Під час перебування судді на фільварку знаходять сурдут та гаманець ксьондза у струмку. Суддя Ковнацький вирішує вдати, що слідство йде хибним шляхом і наказує заарештувати садівника Торських Яна Луцьо, його вітчима Краєвського та муляра Павла Герасимовича.
Стежити за подіями на фільварку доручають слідчому агенту Шпангу, від якого і отримують додаткову інформацію. А саме, під час обшуку він знаходить обгорілі записи та цінні папери. На одному з клаптиків було зазначено ОТ — 35 тисяч злотих. Коли він помічає, що хтось стежить за ним він, залишає папірці і намагається наздогнати спостерігача, однак це йому не вдається, а коли він повертається, з'ясовується що папірці зникли.
Зі спогадів графині Торської стає відомим, що вона давно знає Нестора Деревацького ще за часів, коли він не мав сану та був їх родинним вчителем. Тоді в них з'явилися перші почуття один до одного. Однак про цей зв'язок дізнаються батьки Олімпії та звільняють Нестора. Іх наступна зустріч відбувається через 10 років потому, Нестор стає ксьондзом, а Олімпія — дружиною невиліковно хворого графа Торського — гравця, бабія та розпусника. Між графинею та ксьондзом знов спалахує почуття. Під час однієї з чергових сварок з Олімпією граф Торський кидає їй навздогін гасову лампу, яка розбивається і починається пожежа, в якій заживо згоряє граф.
Під час обшуку в шафі отця Нестора знаходять такі ж папірці, які було знайдено в комині зі слідами крови. У цей же день Олімпія і Адам Торські швидко їдуть з фільварку, а Нестор Деревацький вмирає. Графи Торські приїздять на цвинтар у Львові на могилу чоловіка Олімпії, а потім прямують до її брата Станіслава Поляновського, в якого просять захисту від закидів судді Ковнацького. Олімпія лишається в брата, а Адам прямує до Едварда, в розмові яких з'ясовується, що Едварда і всіх гостей, які були в нього 29 липня, викликали на допит. Адам йде до дому Лілі і намагається з нею зустрітися.
Вранці заарештовують Олімпію за спробу вбивства ксьондза Деревацького, а Адам сам здається в руки правосуддя.
Заарештовують Юзефа Гади́ну, який звинувачував Євку, що вона, винна в його арешті, а кричала: «Це не я!». Гнот починає вимагати від Євки гроші за те, щоб не розповідав, що бачив вночі.
Починається розгляд справи у суді. Головні обвинувачувані — пани Торські. Суддя Ковнацький намагається з'ясувати, чи було використано гроші померлого ксьондза для погашення великих боргів Торських, які спричинив Адам, своїм розгульним життям. Адам звинувачують через те що він мав болото на чоботях таке саме як на Острівці, через який йде дорога до Торок з Бовшова і він міг брати участь у нападі на ксьондза вночі і в нього нема явного алібі. Графиню Торську через те, що вона знала про наміри панотця переписати все на фундацію для бідних, не лишивши Адаму ані гроша.
До суду викликають Євку Подгайну як свідка, але вона втікає до свого брата. Коли її починають переслідувати жандарми вона намагається бігти і її вбивають. Під час розгляду справи як свідок виступає Деменюк, свідчення якого виправдовують Адама і пояснюють чому на його чоботях був бруд з Острівця. У тюрмі тим часом вішається Юзеф Гадина, який до цього розказав, що взяв у ксьондза 300 злотих.
Адама звільняють і він прямує додому, його наздоганяє Лілі, яка відвідує кожне засідання і пропонує зустрітися в неї вдома. Адам йде на цвинтар на могилу графа Торського де дістає гроші з його могильного пам'ятника. Адам та Лілі зустрічаються і палко кохаються. Після чого Адам встає і прямує до туалетного столика. Лілі прокинувшись шукає свого коханого і знаходить його біля туалетного столика — наче він заснув на ньому — насправді він вбив себе встромивши манікюрні ножиці собі у скроню.
Тим часом у суді виправдовують графиню Торську, яка зі своїм братом прямує до його дому і за святковим столом чекають на Адама.
Події ж 29 липня розгорталися наступним чином (глядач може їх повністю відтворити за фрагментами, які виникають до кінця фільму): зранку панотець Нестор відправляючи службу, розуміє, що смерть його близька, оскільки під час служби марить. Потім за проханням Юрка Деменюка, він має розмову з його донькою Маланкою на подвір'ї коваля Гердера — його заклятого ворога, щоб вона не любилася з паничем (Адамом Торським), нащо вона його заспокоює і говорить, що це в минулому. Маючи розмову з Гердером Нестор розуміє, що даремно прожив життя — розміняв любов до людей на гроші. Отець Нестор вирішує зі свого капіталу зробити фундацію для бідних, про що ділиться з графинею. На що графиня говорить, що Нестор має записати все на Адама, оскільки він син отця Нестора (хоча для Торських і Нестора це не є новина). Під час з'ясування стосунків отцю Нестору стає зле.
Отець Нестор, стверджується у своєму бажанні переписати все своє майно на фундацію для бідних і боїться того, що Торські його вб'ють і тому просить Деменюка дізнатися чи пустить коваль Гердер його на комірне, а зрання поїхати до Львова до нотаріуса. Коваль погоджується, але про це стає відомо Олімпії.
На 3 годину вечора у садибу Торських запрошено друзів Адама: Едварда Чапського, Станіслава Калясантого, Альфонса Дзержикрая, Еміля Доленгу, Тадеуша Розвадинського. Вони вечеряють і запрошують до столу отця Нестора.
Потім Адам з гостями прямує до своєї садиби у Болшові, яка розташована неподалік з Торками — іменним володінням князів Торських. Гості відпочивають, поки Адам з Емілем катаються на конях, Станіслав та Едвард знаходять в одній з кімнат Маланку, яка мирно спить і намагаються її зґвалтувати. Від криків Маланки прибігає Адам і намагається її захистити, вона ж звільнившись біжить світ заочі — на болота, на Острівець. Адам намагається її наздогнати і повернути, йому допомагає його лакей Ігнацій, а потім і батько Маланки. Адам відправляє Деменюка з Ігнацієм та Маланкою, а сам залишається на болоті.
Тим часом у фільварку Торських Гадина з Подгайною в ночі грабують ксьондза Деревацького забираючи в нього 300 злотих, які він переховує по кутках. Це все бачив Гнот. В цей час на фільварок приходить Адам Торський, який бачив Подгайну, Гадину і Гнота. З'являється графиня Торська, якій Адам повідомляє, що до них в отця Нестора вже були і вони прямують до його офіцини. Графиня накручує Адама, щоб не жалів Деревацького бо він не пожалів його, але Адам не наважується вдарити його молотком по голові. Прокидається ксьондз і бачить Адама і Олімпію, після чого графиня кидається на ксьондза і б'є молотком по тілу. Адам стоїть приголомшений, а потім відштовхує матір, стягує ксьондза з ліжка і починає душити.

## У головних ролях
- Графиня Олімпія Торська — Зінаїда Дехтярьова
- Граф Адам Торський, її син — Олексій Богданович
- Нестор Деревацький — Жан Мельников
- Суддя Ковнацький — Юрій Критенко

## У ролях
- Слідчий агент Шпанг — Олексій Горбунов
- Євка Подгайна — Наталя Сумська
- Юзеф Гадина — Валентин Троцюк
- Гандзя Міхаліцька — Єлизавета Слуцька
- Владек Міхаліцький — Федір Пазенко
- Ян Луцьо — Василь Довжик
- Павел Герасимович — Вадим Шайдров
- Хлопчик, його помічник — Сашко Фаюстов
- Казимір Гнот — Борис Романов
- Ян Яйко — Петро Бенюк
- Юзеф Каліновський — Олексій Дроніков
- Ян Каліновський — Тарас Кирейко
- Олімпія в молодості — Інна Капінос
- Нестор в молодості — Вадим Яковенко
- Адам в дитинстві — Артем Любченко
- Граф Торський — Віталій Полусмак
- Мати Олімпії — Христина Ланська
- Батько Олімпії — Олександр Коленко
- Едвард Чапський — Сергій Мєзенцев
- Лілі — Анна Кондаракіс
- Юрко Деменюк — Йосип Найдук
- Маланка Деменюк — Світлана Круть
- Доктор Едмунд Шмідт — Віктор Лексиков
- Тюремний лікар Лукас — Олег Комаров
- Броніслав, лакей Едварда — Олександр Кузьменко
- Станіслав Калясантий — Анатолій Пазенко
- Альфонс Дзержикрай — Віктор Сарайкін
- Еміль Доленга — Володимир Левицький
- Тадеуш Розвадинський — Олег Масленніков
- Посол на Сейм Крайовий Станіслав Поляновський — Анатолій Кравчук
- Президент Вищого Крайового Суду Сімонович — Олександр Гай
- Прокурор Гіртлер — Олександр Гринько
- Суддя Стебельський — Віктор Щербаков
- Адвокат доктор Роінський — Сергій Кустов
- Адвокат доктор Дулемба — Лев Перфілов
- Ксьондз Круліцький — Валерій Денисов
- Ігнацій Полянський, лакей Адама — Володимир Горобей
- Марта Краковецька, служниця Адама — Алла Наталушко
- Коваль Гердер — Володимир Коляда
- Сендер Хотінер — Богдан Кох
- Офіцер жандармерії — Юрій Вервейко
- Жандарми — Микола Малашенко, Михайло Ігнатов
- Присяжні засідателі: Домашевський — В. Воронін; Богдан — Л. Данчишин; Дуневич — В. Сумський; Топольницький — В. Шибаєв; Лікендорф — В. Заярний
- Стенографіст — Б. Триус
- Князь Семенські-Левіцькі — Л. Кисловський
- Греко-католицький парох — Б. Мартинюк
- Фейфель Герстманн — С. Вольфсон
- Ванда Поляновська — Ольга Журавльова
- Лихвар — Б.Шнипар
- Брат Євки — В. Іллющенко
- Гувернантка — Т. Фролова
- Журналісти: Ю. Глущук, Г. Давидова, Г. Маякова, Сергій Мельниченко, Ю. Пахомов, В. Стаханов, В. Тадер, М. Фица

## Знімальна група
- Режисер-постановник: Олег Бійма
- Автори сценарію: Олег Бійма, Віктор Політов
- Оператор-постановник: Лесь Зоценко
- Художник-постановник: Едуард Колесов
- Композитор: Володимир Гронський

## Цікаві факти
Зйомки фільварку графині Торської відбувались в палаці Вітольда Стефануса у селі Черниця.
Зйомки маєтку Адама Торського відбувались в палаці архієпископів в Оброшино.
Родинний маєток батьків Олімпії Торської знімався в Підгорецькому замку.
У 6 серії перед початком суду великим планом показана офіційна вивіска на будівлі суду на німецькій «Obelandesgericht», у якій граматична помилка; правильно: Oberlandesgericht — вищий крайовий суд.